# 山西省立商業專科學校
山西省立商业专科学校是民国时期位于山西太原的一所专科学校。

## 历史沿革
1908年，山西商业学堂创立，校址位于太原西羊市街。陆近礼为商业学堂监督。
1912年，改名为山西公立商业专门学校。由西羊市街迁入新满城中的满城营守尉署和农工传习所。王国祐为时任校长。同年，程存惠出任校长。
1914年，程存惠病逝。学校解散，学生并入山西公立法政专门学校。法政学校则设立商业科。
1917年7月，山西公立商业专门学校复校。任命萧增秀为该校校长。
1919年，严慎修出任该校校长。
1929年，实行分科制。将原有班级分为会计、银行、税务和商工管理等科，并附设交通管理科、女子速成科和高级中学。
1930年，根据国民政府教育部规章，改名为山西省立商业专科学校。
1935年，因山西省政府颁布《山西省整顿人才教育专案》，学校停办。学校最后一任校长为赵希复。